# Time Out (альбом)
| Оценки критиков  | Оценки критиков |
| Источник         | Оценка          |
| ---------------- | --------------- |
| AllMusic         | [ 1 ]           |
| Robert Christgau | B+              |
| Mojo             | favorable       |
| Q                | [ 4 ]           |
| Yahoo! Music     | favorable       |

Time Out — студийный альбом 1959 года, записанный джаз-квартетом Дейва Брубека The Dave Brubeck Quartet.

## Описание
Time Out является одним из самых популярных джазовых альбомов, однако его «огромный успех был неожиданным», потому как «альбом был одним из самых инновационных по ритму в истории джаза». Квартет Брубека одним из первых стал сознательно экспериментировать с ритмами, не ограничиваясь стандартами 4/4 и 3/4. Издательский лейбл полагал, что подобные инновации не будут интересны публике, а музыкальные критики заранее были недовольны искажением джазовых основ. Но, как пишет обозреватель AllMusic, считающий Time Out шедевром, «на этот раз вкус публики оказался более продвинутым, чем у критиков». Альбом стал очень популярным, ведомый хитом «Take Five» (в размере 5/4), написанным саксофонистом квартета Полом Дезмондом.
В 1997 году альбом прошёл ремастеринг и был издан в виде компакт-диска на Legacy Recordings. В 2005 году альбом был включён Библиотекой Конгресса в Национальный реестр аудиозаписей. Альбом также попал в альманах «1001 музыкальный альбом, который стоит прослушать, прежде чем вы умрёте».

## Список треков
Автор всех композиций — Дейв Брубек, кроме трека «Take Five», написанного Полом Дезмондом
Сторона А
1. «Blue Rondo à la Turk» — 6:44
2. «Strange Meadow Lark» — 7:22
3. «Take Five» — 5:24

Сторона Б
1. «Three to Get Ready» — 5:24
2. «Kathy’s Waltz» — 4:48
3. «Everybody’s Jumpin'» — 4:23
4. «Pick Up Sticks» — 4:16

## Участники записи
The Dave Brubeck Quartet
- Дейв Брубек — фортепиано
- Пол Дезмонд — саксофон-альт
- Юджин Райт (англ. Eugene Wright) — контрабас
- Джо Морелло (англ. Joe Morello) — ударные

Продакшн
- Тео Масеро — продюсер
- Фред Плаут (англ. Fred Plaut) — звукоинженер
- Нил Фудзита (англ. S. Neil Fujita) — создание обложки
- Сет Ротштейн — директор проекта
- Рассел Глойд — продюсер переиздания
- Марк Уайлдер — ремастеринг переиздания
- Козби Санчес-Кабрера — оформление переиздания

## Чарты
Альбом
Billboard (США)
| Год  | Чарт       | Место |
| ---- | ---------- | ----- |
| 1961 | Pop Albums | 2     |

Синглы
Billboard (США)
| Год  | Сингл       | Чарт               | Место |
| ---- | ----------- | ------------------ | ----- |
| 1961 | «Take Five» | Adult Contemporary | 5     |
| 1961 | «Take Five» | Pop Singles        | 25    |

### Продажи
Time Out был первым джазовым альбомом, который был продан тиражом более одного миллиона экземпляров. Сингл «Take Five» также разошёлся тиражом более одного миллиона.
| Страна | Сертификация | Продажи         |
| ------ | ------------ | --------------- |
| США    | Платиновый   | более 1 000 000 |